# ENTJ
ENTJ (Extraversion, Intuition, Thinking, Judgment) je jeden z osobnostních typů podle MBTI. Je označován jako Extrovertní intuitivní typ usuzující s převahou myšlení (Tento typ zkráceně označujeme jakožto Osobnostní Typ: Velitel).

## Stručný popis
Obecně se tito lidé dají charakterizovat jako vůdčí typy se snahou o stálé zlepšování a bezproblémové fungování svěřeného úseku. V populaci jich jsou asi 2 %. Jsou vlastníky přirozených analytických syntetických schopností, dovedou přinést vizi, určit strategii, prakticky a takticky sladit cíle a jsou také dobrými organizátory.

## Charakteristika
Většinou jsou zásadoví a racionální, pročež emoce sice vnímají, i když jim ne vždy přesně porozumí a sami je často výrazně neprojevují. Přirozeně umí dát najevo radost (smích), smutek a zlobu, projev jiných emocí je spíše ojedinělý, obecně projev přehnaných emocí neovládajícího se nevyzrálého jedince považují za slabost. Konfrontaci (i ostřejší) berou jako přirozenou cestu k získání dalších informací a dosažení vytyčeného cíle. Konflikty většinou nevnímají v osobní rovině. Nejdou přes mrtvoly, hledají řešení, které je v zájmu jednotlivce, ale zároveň aby bylo prospěšné, či alespoň nešlo proti zájmu vyššího celku („Neumím si představit, že bych vydělával peníze tak, aby někomu jinému chyběly.“).
ENTJ běžně konstruktivně, tudíž pozitivně kritizují téměř každou situaci. Jejich kritika je převážně trefná … a mnohdy bohužel pro svou upřímnost ve vyjádření až zdrcující pro toho, na koho je mířena. Pokud jim není projevena námitka, přirozeně to považují za verifikaci svého tvrzení. Odporovat ENTJ je téměř jako procházka po žhavých uhlících, protože ENTJ totiž racionálně argumentuje a nebojí se jít i do protikladů jen proto, aby dosáhl co nejširší diskuse a z ní vytěžil konkrétní informace. Proto si ENTJ nejvíce váží lidí, kteří mu umí objektivně odporovat bez projevu negativní či pozitivní emoce. Naopak lidí, kteří přijmou jeho názor bez diskuse a nebo po diskusi nevěcné či příliš emotivní, si neváží v podstatě vůbec a vnímá je jen jako prostředek k dosažení cíle, který se nezdráhá v potřebnou chvíli obětovat. Stále však vyhodnocuje fázi, ve které je nejpřínosnější oběť učinit, aby opět vytěžil co největšího užitku v zájmu vyššího celku (např. drží na svěřeném oddělení slabšího zaměstnance jen proto, aby jej časem obětoval /propustil/ na místo zaměstnance, o jehož kvalitách je úplně přesvědčen a kterého si chce ponechat).
Mají přirozené analytické schopnosti, dovedou určit strategii, sladit cíle a jsou i dobrými organizátory. Pro činnost podřízených umí vymezit míru odpovědnosti, vyžadují svědomitost, pečlivost a disciplínu. Dokáží pochopit změnu v loajalitě, protože sami si loajalitu zachovávají jen do fáze zklamání (se v konkrétním člověku). To je předurčuje k řídicím pozicím. Vše plánují, i když ne nezbytně písemně, protože dokáží plánovat „za pochodu“, tj.  průběžně analyzovat dosaženého výsledku a dynamicky plán aktualizovat. Nejsou-li ve vedoucí pozici, projevují navenek svou nespokojenost proto, že nad nimi není pro ně dostatečná autorita. V takové situaci se pro okolí mohou jevit jako osoby bez sebevědomí, viz např. Karl Marx. Naopak ve vedoucí pozici jsou úspěšní a po krátkém čase přirozeně vybudují silnou mocenskou pozici. Mívají přezdívku Buldozer (Polní maršálek, Fieldmarschal v cizojazyčné literatuře), jdou pevně za vytčeným cílem a když někomu (nechtíc …) šlápnou na kuří oko, jako by odvětili: „Nepořádám závody v oblíbenosti.“ Většinou nesnesou společenskou izolaci, takže v malé uzavřené komunitě se proto někdy chovají pro okolí až nepochopitelně/nepřirozeně, přičemž samozřejmě i zde výjimky potvrzují toto pravidlo ...
Typická je multifunkčnost, zvládání více úkolů paralelně, zachovávají si široký přehled. Běžně kolem sebe buduje úzký okruh odborníků, u kterých se průběžně přesvědčuje, že se na ně může spolehnout. Získat si jeho důvěru je nesnadné, avšak jakmile k někomu důvěru má, dokáže intenzivně motivovat a podporovat. Za spolupracovníka se vždy postaví a to i v situaci, kdy ví, že ne vše bylo v pořádku. Argumentačně a rétoricky se jedná o vysoce nadprůměrné jedince, jsou inteligentní a v kolektivu většinou oblíbení. Moderní psychologie uvádí, že sami v sobě mají mnoho pochybností, často si nejsou zcela jisti jednotlivými mimokontextovými rozhodnutími (např. dlouhodobé cíle vyžadují ad-hoc krátkodobé rozhodnutí, které je vytrženo z plánu, přičemž v takové chvíli ENTJ sice rozhodnutí učiní, ale po krátkém čase se k němu vrací a hodnotí, zda bylo správné či je vhodné jej upravit).

## Okolí a společnost
Mezilidské a intimní vztahy ENTJ s okolím jsou povětšinou problematické. Díky svému objektivistickému (racionálnímu) založení a nízké orientaci na mezilidské vztahy mohou ENTJ působit jako lidé konfrontační až arogantní. Jejich styl komunikace však nebývá zaměřen přímo proti druhé osobě, ale usiluje o nalezení objektivně správného řešení či odpovědi (dostat z osoby, se kterou vede hovor, to nejlepší co daná osoba dokáže). Pro navázání dobrých společenských vztahů s okolím je proto důležitý čas pro dojití k oboustrannému porozumění. ENTJ by se měli učit větší citlivosti v kritice a rétorice a zvažovat i možnost, že může někoho zraňovat, byť tak není míněna. Partneři ENTJ, zvláště ti citliví a emočně založení, by si měli uvědomovat, že kritické naladění ENTJ není určeno proti nim osobně (nezpochybňuje jejich osobu jako celek), ale že ENTJ se snaží způsobem jim vlastním jim a svému okolí pomoci precizní analýzou situace a kritickým zhodnocením slabin a hrozeb. Na základě této analýzy pak ENTJ navrhují účinné strategie řešení. Je zřejmé, že pokud druhá strana potřebuje či vyžaduje prosté lidské povzbuzení, někdy v rozporu s objektivní logikou, mohou ENTJ v takové roli bez potřebné sebereflexe selhávat.